# Sings the Ballads of the True West
| Оценки критиков | Оценки критиков |
| Источник        | Оценка          |
| --------------- | --------------- |
| AllMusic        | [ 1 ]           |
| PopMatters      | favorable       |
| Record Mirror   | [ 2 ]           |

(Johnny Cash) Sings the Ballads of the True West — студийный альбом американского кантри-певца Джонни Кэша, изданный 2 августа 1965 года лейблом Columbia Records. Концептуальный двойной альбом и 22-й по счёту альбом музыканта. Охватывая двадцать отдельных песен, альбом, как следует из его названия, содержит различные баллады и другие песни на темы, связанные с историей американского Старого Запада. Сюда входят песни Карла Перкинса «The Ballad of Boot Hill», «Streets of Laredo» и единственный сингл с альбома, «Mr. Garfield», описывающий шок населения после убийства президента Джеймса Гарфилда. Одна из песен, «25 Minutes to Go», позже будет исполнена в тюрьме Фолсом и появится на знаменитой записи Кэша «At Folsom Prison» в 1968 году, а мелодия «Streets of Laredo» будет использована для песни «The Walls of a Prison», вошедшей в альбом Кэша From Sea to Shining Sea. Sings the Ballads of the True West достиг 4 места в чартах кантри-альбомов Billboard Top Country Albums, а его сингл, «Mister Garfield» был на 15-й позиции.
Альбом Sings the Ballads of the True West был переиздан в 2002 году на лейбле Legacy Recordings с двумя бонус-треками, один из которых является инструментальной версией трека, имеющегося на этом альбоме. Оригинальный альбом был включён в бокс-сет Come Along and Ride This Train лейбла Bear Family Records.

## Отзывы
Альбом получил положительные отзывы музыкальной критики и интернет-изданий. Каб Кода из AllMusic отметил, что «Когда Джонни Кэш работал на Sun Records, он хотел записать альбом песен Старого Запада. Конечно, Сэм Филлипс и слышать об этом не хотел, но эта идея — наряду с концептуальными альбомами госпела, песен поездов и других — воплотилась в жизнь, когда он перешёл на Columbia Records. Этот концептуальный альбом представляет собой 20-трековый набор, сочетающий песни и рассказы, большая часть которых была записана в 1965 году (единственное исключение — песня Карла Перкинса „The Ballad of Boot Hill“, которая была записана в 1959 году). Буклет включает оригинальные примечания Джонни к альбому, а также комментарии к каждой песне. Один из лучших концептуальных альбомов Кэша». Диск вошёл в чарт кантри-альбомов Billboard Top Country Albums на 4-м месте, а его сингл «Lady» был на 15-м месте в Hot Country Songs, соответственно.

## Список композиций
| №  | Название                                | Автор(ы)                   | Длительность |
| -- | --------------------------------------- | -------------------------- | ------------ |
| 1. | «Hiawatha's Vision»                     | Johnny Cash                | 2:25         |
| 2. | «The Road to Kaintuck»                  | Cash, June Carter          | 2:43         |
| 3. | «The Shifting, Whispering Sands Part I» | V. C. Gilbert, Mary Hadler | 2:54         |
| 4. | «The Ballad of Boot Hill»               | Carl Perkins               | 3:48         |
| 5. | «I Ride an Old Paint»                   | Traditional, Cash          | 2:58         |

| №   | Название              | Автор(ы)                      | Длительность |
| --- | --------------------- | ----------------------------- | ------------ |
| 6.  | «Hardin Wouldn't Run» | Cash                          | 4:19         |
| 7.  | «Mr. Garfield»        | Ramblin' Jack Elliott         | 4:35         |
| 8.  | «Streets of Laredo»   | Traditional, Cash             | 3:39         |
| 9.  | «Johnny Reb»          | Merle Kilgore                 | 2:50         |
| 10. | «A Letter from Home»  | Maybelle Carter, Dearest Dean | 2:35         |

| №   | Название                          | Автор(ы)          | Длительность |
| --- | --------------------------------- | ----------------- | ------------ |
| 11. | «Bury Me Not on the Lone Prairie» | Traditional, Cash | 2:26         |
| 12. | «Mean as Hell»                    | Cash              | 3:07         |
| 13. | «Sam Hall»                        | Tex Ritter        | 3:15         |
| 14. | «25 Minutes to Go»                | Shel Silverstein  | 3:14         |
| 15. | «The Blizzard»                    | Harlan Howard     | 3:53         |

| №   | Название                                 | Автор(ы)                  | Длительность |
| --- | ---------------------------------------- | ------------------------- | ------------ |
| 16. | «Sweet Betsy from Pike»                  | Jimmie Driftwood          | 3:57         |
| 17. | «Green Grow the Lilacs»                  | Traditional, Cash         | 2:47         |
| 18. | «Stampede»                               | Peter La Farge            | 4:01         |
| 19. | «The Shifting, Whispering Sands Part II» | Jack Gilbert, Mary Hadler | 2:28         |
| 20. | «Reflections»                            | Cash                      | 2:58         |

| №                   | Название                  | Автор(ы)            | Длительность |
| ------------------- | ------------------------- | ------------------- | ------------ |
| 21.                 | «Rodeo Hand»              | La Farge            | 2:27         |
| 22.                 | «Stampede» (Instrumental) | La Farge            | 1:07         |
| Общая длительность: | Общая длительность:       | Общая длительность: | 68:26        |

## Чарты

### Альбом (еженедельные чарты)
| Чарт (1965)                        | Высшая позиция |
| ---------------------------------- | -------------- |
| США (Billboard Top Country Albums) | 4              |

### Синглы
| Год  | Сингл          | Чарт            | Высшая позиция |
| ---- | -------------- | --------------- | -------------- |
| 1965 | «Mr. Garfield» | Country Singles | 15             |